# Ciecierzyce
Ciecierzyce is een plaats in het Poolse district  Gorzowski, woiwodschap Lubusz. De plaats maakt deel uit van de gemeente Deszczno en telt 504 inwoners.